# 刘书楷
刘书楷（1921年—2015年），男，河南偃师人，中国土地经济学家，曾任南京农业大学教授、博士生导师。